# آلیل هگزانوات
آلیل هگزانوات (به انگلیسی: Allyl hexanoate) یک ترکیب شیمیایی با شناسه پاب‌کم ۳۱۲۶۶ است. شکل ظاهری این ترکیب، مایع شفاف بی‌رنگ تا زرد کمرنگ است.